# Vilma Nenganga
Vilma Pegado Nenganga ( 2 de novembro de 1996) é jogadora de andebol angolana do Petro de Luanda . Nenganga estreou na selecção nacional de Angola nos jogos africanos de 2015 .
Ainda jovem, integrou a equipe angolana nos Jogos Olímpicos de 2014 

## Conquistas
- Troféu dos Cárpatos : 2019